# Riccativergelijking
De Riccativergelijking is een niet-lineaire differentiaalvergelijking van de 1ste orde van de vorm:
{\displaystyle y'=P(x)y^{2}+Q(x)y+R(x)},
waarin {\displaystyle P,\ Q} en {\displaystyle R} continue functies zijn, gedefinieerd op hetzelfde interval
De Riccativergelijking kan in het algemeen niet geïntegreerd worden, nochtans kan men de vergelijking integreren, zodra men over een particuliere oplossing beschikt.

## Historiek van de vergelijking
In 1720 legde Jacopo Riccati aan zijn vriend Giovanni Rizetti de volgende twee differentiaalvergelijkingen voor, met de vraag oplossingen te zoeken:
{\displaystyle (1)\quad y'=ay^{2}+by+cx^{2}}
met {\displaystyle a,\ b} en {\displaystyle c} reële constanten 
{\displaystyle (2)\quad y'=ay^{2}+bx^{m}}
met {\displaystyle a,\ b} en {\displaystyle m} reële constanten 
De eerste vergelijking was het resultaat van een onderzoek van een vlakke beweging die beschreven wordt door een stelsel lineaire differentiaalvergelijkingen van de vorm:
{\displaystyle {x' \choose y'}={\begin{pmatrix}\alpha &\beta \\\gamma &\delta \end{pmatrix}}{x \choose y}}
waarin {\displaystyle x} en {\displaystyle y} de coördinaten zijn van een punt P in beweging in een coördinatenstelsel met oorsprong O. Riccati vroeg zich af wat de helling {\displaystyle z=y/x} is van de rechte OP
en bewees dat {\displaystyle z} moet voldoen aan een differentiaalvergelijking van de vorm (1) met {\displaystyle a=-\beta ,\ b=\delta -\alpha } en {\displaystyle c=-\gamma }. Vandaar zijn interesse in de algemene oplossing van deze vergelijkingen.
De algemene oplossing van de tweede vergelijking bleek veel moeilijker te zijn dan die van de eerste en het was uiteindelijk Joseph Liouville, die in 1841 bewees dat een oplossing door middel van kwadraturen slechts in een bepaald geval mogelijk is, namelijk wanneer 
{\displaystyle m={\frac {-4h}{2h\pm 1}}}
met {\displaystyle h} een natuurlijk geheel getal.
De Riccativergelijking is een veralgemening van de vergelijkingen (1) en (2).

## Oplossingen door middel van kwadraturen
De Riccativergelijking kan in het algemeen niet geïntegreerd worden; als men echter over een particuliere oplossing beschikt is er altijd een oplossing door middel van kwadraturen mogelijk.
Zij {\displaystyle y_{1}} een particuliere oplossing, die aan de Riccativergelijking voldoet, dan geldt dus:
{\displaystyle y'-y_{1}'=P(x)(y^{2}-y_{1}^{2})+Q(x)(y-y_{1})},
een Riccativergelijking in {\displaystyle Y=y-y_{1}} zonder de onafhankelijk term {\displaystyle R(x)}:
{\displaystyle Y'=P(x)Y^{2}+(2P(x)y_{1}+Q(x))Y}
Deze vergelijking heeft de gedaante van een differentiaalvergelijking van Bernoulli en ze gaat door middel van een geschikte substitutie over in een lineaire, die door middel van twee kwadraturen kan worden opgelost.

## Verband met een 2e-orde differentiaalvergelijking
De algemene vorm van een lineaire differentiaalvergelijking van de 2e orde is:
{\displaystyle y''+P(x)y'+Q(x)y=0}
Door de substitutie 
{\displaystyle {\frac {y'}{y}}=u}
zodat
{\displaystyle u'={\frac {y''}{y}}-\left({\frac {y'}{y}}\right)^{2}} en {\displaystyle u'+u^{2}={\frac {y''}{y}}}
gaat deze over in:
{\displaystyle u'+u^{2}+P(x)u+Q(x)=0},
die de vorm van een Riccativergelijking heeft.
Omgekeerd kan een Riccativergelijking herleid worden tot een lineaire differentiaalvergelijking van de 2e orde, waarvoor soms makkelijker een oplossing te vinden is, dan voor de oorspronkelijke vergelijking. Als er op deze wijze één oplossing gevonden wordt, heeft men nog slechts één kwadratuur nodig om de algemene oplossing te vinden.

## Voorbeeld
Gegeven de Riccativergelijking
{\displaystyle y'=2-2xy+y^{2}},
met {\displaystyle P(x)=1,\ Q(x)=-2x} en {\displaystyle R(x)=2}.
Men kan makkelijk verifiëren dat {\displaystyle y_{1}=2x} een particuliere oplossing is van deze vergelijking en we hoeven dus slechts de homogene differentiaalvergelijking
{\displaystyle Y'=Y^{2}+2xY}
op te lossen, waarin {\displaystyle Y=y-2x}.
Dit is echter een differentiaalvergelijking van Bernoulli met {\displaystyle n=2}, die door de substitutie
{\displaystyle u={\frac {1}{Y}}}
gereduceerd kan worden tot de lineaire differentiaalvergelijking:
{\displaystyle u'+2xu=-1}
met als algemene oplossing:
{\displaystyle u=e^{-x^{2}}\left(C-\int _{x_{0}}^{x}e^{t^{2}}dt\right)}
zodat uiteindelijk: 
{\displaystyle y=2x+Y=2x+{\frac {e^{x^{2}}}{C-\int _{x_{0}}^{x}e^{t^{2}}dt}}}

## Toepassingen van de Riccativergelijking
Men komt de Riccativergelijking tegen in de kwantummechanica in verband met de schrödingervergelijking, bij zekere vormen van de golfvergelijking, bij de vergelijkingen, die de voortplanting van de warmte beschrijven in het sinusoïdaal regime (in dit geval is de functie {\displaystyle Q(x)} complex) en ook nog bij sommige problemen van de variatierekening.